# 이효원
이효원(1988년 6월 16일~)은 대한민국의 기업인, 정당인이다.

## 학력
- 홍익대학교 영어영문학 학사

## 경력
- 청년정치학교 수료
- 변화와 혁신 젊은정당비전위원회 부위원장
- 2020.01~2020.02 새로운보수당 청년대표
- 청년의힘 준비위원회 간사
- 2020.9~2021.02 정치협동조합 HOW's 이사
- 2020.11~2021.11 유승민 희망22 대변인
- 2022.07~ 11대 서울특별시의회 의원
  - 2022.07~2024.07 서울특별시의회 문화체육관광위원회 위원
  - 2022.07~2024.10 서울특별시의회 윤리특별위원회 위원
  - 2022.10~2024.06 서울특별시의회 국민의힘 약자와의 동행 특별위원회 부위원장
  - 2022.11~2023.05 서울특별시의회 관광산업발전 특별위원회 부위원장
  - 2023.07~2024.01 서울특별시의회 청소년마음건강 특별위원회 위원
  - 2023.07~2024.07 서울특별시의회 저출생인구절벽대응 특별위원회 위원
  - 2023.09~2024.06 서울특별시의회 대변인
  - 2023.11~2024.11 서울특별시의회 제20기 정책위원회 제1소위원장
  - 2024.07~ 서울특별시의회 교육위원회 위원
  - 2024.08~ 서울특별시의회 예산결산특별위원회 위원
  - 2024.08~ 서울특별시의회 국민의힘 대변인
  - 2024.12 서울특별시의회 2036년 서울올림픽 유치 지원 특별위원회 부위원장
- 2022.12~2023.08 국민의힘 서울특별시당 홍보위원장
- 2025.01~ 국민의힘 중앙당 부대변인
- 2025.02~ 국민의힘 중앙홍보위원회 부위원장
- 2025.07~ 국민의힘 당대표 및 최고위원 선출을 위한 중앙당 선거관리위원회 위원

## 역대 선거결과
| 실시년도 | 선거      | 대수 | 직책   | 선거구     | 정당     | 득표수      | 득표율          | 순위         | 당락 | 비고     |
| -------- | --------- | ---- | ------ | ---------- | -------- | ----------- | --------------- | ------------ | ---- | -------- |
| 2022년   | 지방 선거 | 11대 | 시의원 | 서울특별시 | 국민의힘 | 2,375,658표 | \| \| 53.99% \| | 비례대표 5번 |      | 민선 8기 |
|          | 53.99%    |      |        |            |          |             |                 |              |      |          |